# الكسندر جونز
الكسندر جونز (بالإنجليزية: Alexander Jones)‏ هو لاعب كرة قدم بريطاني (وحمل سابقاً جنسية المملكة المتحدة لبريطانيا العظمى وأيرلندا) في مركز الهجوم، ولد في 1854، وتوفي في 16 فبراير 1878. لعب مع شروزبري تاون وOxford University A.F.C. ‏.

## وصلات خارجية
- الكسندر جونز على موقع قاعدة بيانات كرة القدم.إي يو (الإنجليزية)